# Tafelspitz (Serviette)
Unter Tafelspitz versteht man eine spezielle Art des Serviettenbrechens.
Dazu wird eine zusammengefaltete Serviette mit der geschlossenen Seite nach rechts gelegt, aufgeklappt, rechte und linke Seite zur Mitte gefaltet und auf der Unterseite aufgestellt.
Mit zwei weiteren Faltungen kann man es zum dreifachen Tafelspitz verfeinern.